# Stegeren
Stegeren (Nedersaksische uitspraak: Steegern) is een buurtschap in de gemeente Ommen in de Nederlandse provincie Overijssel. De buurtschap is gelegen ten oosten van Ommen aan de noordzijde van de Overijsselse Vecht en ligt ongeveer op 21 kilometer ten noorden van Almelo. De buurtschap telt 535 inwoners. De verspreid liggende boerderijen worden met elkaar verbonden door de Stegerdijk, die doodloopt in een grote lus bij boerderij 'n Oeverdinck. Een deel van het Pieterpad leidt ook door de buurtschap en is vooral populair bij fietsers en wandelaars vanwege de aantrekkelijke landschapslementen zoals bosgebieden, heidegronden en de nabijgelegen Vecht bij Junne.
Net als het iets westelijker gelegen Arriën is ook Stegeren van oorsprong een esdorp, met weidegronden langs de Vecht en een es op de hogergelegen delen. Aan de noordzijde van het dorp ligt de buurtschap Stegerveld, vroeger een uitgestrekt heideveld dat tot de gemeenschappelijke gronden (marke) van Stegeren behoorde. Deze gronden waren aan de noordzijde, aan de Drentse kant, niet duidelijk begrensd. Voor de boeren aan de Drentse kant gold hetzelfde. Ze liepen ongeveer tot zover het zicht reikte. Als getuige hiervan bevindt zich op de grens tussen Overijssel en Drenthe nog de buurtschap Noord-Stegeren. De heidevelden zijn in de eerste helft van de twintigste eeuw ontgonnen.